# Grigore Adam
Grigore Adam (n. 7 aprilie 1914, Bălănești, raionul Nisporeni, Republica Moldova – d. 22 iunie 1946, Bălănești, raionul Nisporeni, Republica Moldova) a fost un prozator și publicist sovietic moldovean, cunoscut pentru contribuțiile sale la literatura realist-socialistă din Republica Sovietică Socialistă Moldovenească.

## Biografie
Născut într-o familie de țărani români din satul Bălănești, Grigore Adam a urmat școala primară în localitatea natală, continuându-și studiile la Școala Normală „Mihai Viteazul” din Chișinău. Aici, s-a familiarizat cu literatura antică greacă și latină, precum și cu opere din filozofia germană și franceză. După absolvire, în 1934, a devenit învățător și a predat în mai multe sate din județele Bălți și Orhei. În 1940 s-a întors în Bălănești, unde a continuat să predea și a devenit director la școala locală.
În paralel cu activitatea didactică, Adam a început să publice povestiri și schițe în ziarul Moldova Socialistă începând cu anul 1943. După Al Doilea Război Mondial a colaborat cu revista Octombrie, unde a publicat mai multe povestiri. În 1945 a fost primit în Uniunea Scriitorilor din Moldova.
Grigore Adam a decedat prematur la 22 iunie 1946, la vârsta de 32 de ani, din cauza unei boli de inimă. Este înmormântat în cimitirul din satul său natal, Bălănești.

## Opera
Deși a avut o carieră literară scurtă, Grigore Adam a reușit să creeze opere remarcabile, inspirate din viața rurală și folclorul moldovenesc. În 1947, Editura de Stat a Moldovei a publicat volumul său de povestiri intitulat Pe valea Socilor. Printre lucrările sale notabile se numără nuvela „Hartene”, considerată una dintre cele mai reușite creații ale sale. Operele lui aveau un caracter prosovietic.
Stilul său literar se caracterizează printr-o frază pur românească și o apropiere de creația populară, reușind să creeze personaje memorabile și să surprindă esența vieții satului moldovenesc. Criticul literar Mihai Cimpoi îl descrie pe Adam drept „prozator de tranziție cu o frază pur românească”.

## Moștenire și recunoaștere
În ciuda contribuțiilor sale semnificative la literatura moldovenească, numele lui Grigore Adam a fost, în mare parte, uitat de-a lungul anilor. Cu ocazia centenarului nașterii sale, în 2014, au fost organizate expoziții de carte la bibliotecile din Ungheni și Nisporeni pentru a-i comemora opera și a readuce în atenția publicului contribuțiile sale literare.
De asemenea, familia Adam a continuat tradiția culturală, nepotul său, Grigore Adam, devenind un rapsod renumit în Nisporeni, cunoscut pentru interpretările sale la frunză.
Astăzi, deși opera sa nu este la fel de cunoscută pe cât ar merita, Grigore Adam rămâne o figură importantă în literatura moldovenească, fiind apreciat pentru autenticitatea și profunzimea scrierilor sale.